# Allium hickmanii
Allium hickmanii, llamada en inglés Hickman's onion, es una especie de planta bulbosa geófita del género Allium, perteneciente a la familia de las amarilidáceas, del orden de las Asparagales. Es originaria de América del Norte.

## Descripción
Allium hickmanii es endémica de la costa central de California, donde se le conoce sólo de Monterrey y San Luis Obispo.
Esta cebolla crece de un bulbo de color marrón pálido o gris que mide alrededor de un centímetro de largo y produce un tallo de hasta 17 centímetros de altura. En general tiene dos largas hojas  cilíndricas que son más largas que el tallo. La inflorescencia tiene capacidad para cerca de 15 flores blancas o rosadas cada una de menos de un centímetro de largo.

## Taxonomía
Allium hickmanii fue descrita por  Alice Eastwood y publicado en Bulletin of the Torrey Botanical Club 30(9): 483–484, en el año 1903.
Etimología
Allium: nombre genérico muy antiguo. Las plantas de este género eran conocidos tanto por los romanos como por los griegos. Sin embargo, parece que el término tiene un origen celta y significa "quemar", en referencia al fuerte olor acre de la planta. Uno de los primeros en utilizar este nombre para fines botánicos fue el naturalista francés Joseph Pitton de Tournefort (1656-1708).
hickmanii: epíteto